# Герб Харцизька
Герб Харцизька — офіційний символ міста Харцизьк Донецької області затверджений 30 березня 2004 року рiшенням №4/17-623 сесії міської ради.

## Опис
На лазуровому щиті летить золотий боривітер. Щит лежить на срібному хрестоподібному картуші, обрамлений вінком з дубового листя і увінчаний срібною мурованою короною.

## Символізм
Зображення боривітра стилізоване так, що нагадує холодну рублячу зброю. Боривітер і зброя символізують волелюбність і незалежність.
1786 року на цьому місці була заснована слобода Харцизька. Саме слово харциз це розбійник з турецької. Так називали втікачів селян та козаків, які засновували поселення в Дикому Полі.
Саме це і лягло в основу сучасного гербу Харцизька. Ідея волі, ідея боротьби. Саме тому основа герба це боривітер - птах із соколиних, що в пошуку здобичі тріпотить крилами та зависає над землею. І саме тому боривітер стилізований під холодну зброю, нагадуючи шаблю, або кинджал.
Лазуровий колір символізує височинь, духовність, великодушність.
Щитотримачами є дві переплетені стрічки, які утворюють геральдичний хрест. Перетин цих стрічок символізує те, що місто утворився на перетині торгових шляхів.
Під стрічкою лежать гілки дуба, які нагадують про те, що потрібно берегти природу і раціонально використовувати її ресурси.
Герб вінчає мурована корона срібного кольору.
Існує також зображення Великого герба Харцизька з червоною девізною стрічкою.

## Історія
Перший офіційний герб Харцизька затверджений 29 лютого 1996 року рiшенням сесії міської ради:
"На золотому щиті два вставлені один в одного трикутника, чорний і перекинутий червоний, супроводжувані праворуч чорними цифрами "18", а ліворуч - такими ж цифрами "69".

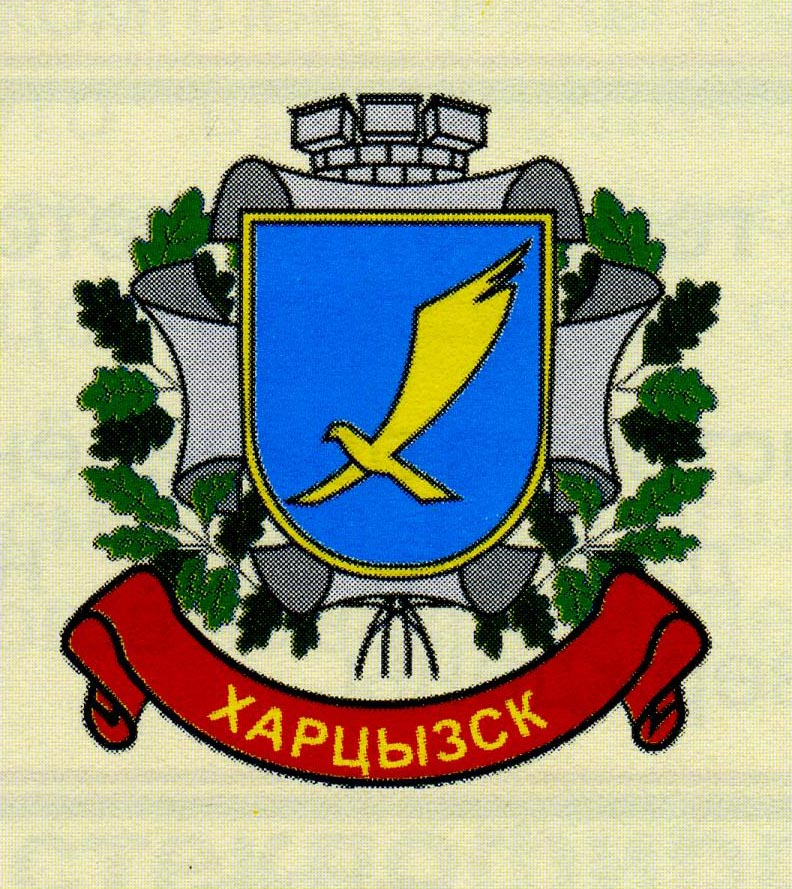
Великий герб із червоною стрічкою
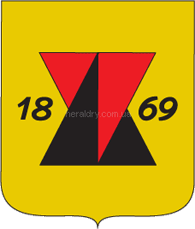
Герб Харцизька 1996 року